# 比爾·達倫
威廉·弗瑞德里克·達倫（英語：William Frederick Dahlen，1870年1月5日—1950年12月5日），綽號「Bad Bill」，為前美國職棒大聯盟的游擊手與總教練，生涯曾效力於小馬/孤兒(今小熊)、超霸(今道奇)、巨人與鴿子(今勇士)等隊。
達倫在1894年曾締造連續42場比賽敲安的國聯紀錄，生涯防守WAR值28.5至今仍在大聯盟第11名。

## 職業生涯

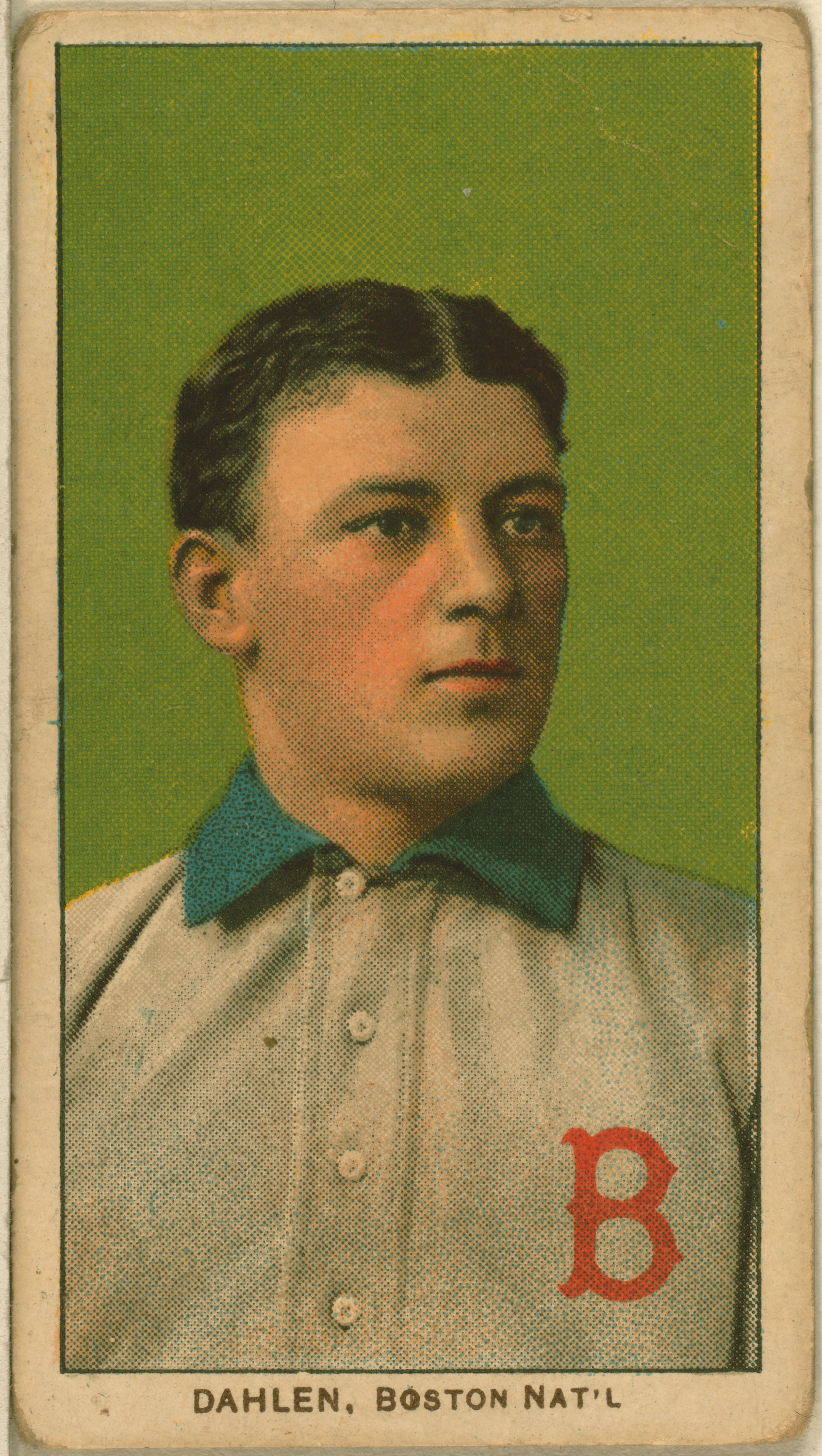
達倫的棒球卡.

達倫在1891年登上大聯盟，他是死球年代少見的強打者。他有四度單季在聯盟全壘打排行上拿下前十名，他前6季都能穩定敲出至少10支三壘安打和100次得分。1894年6月20日到8月6日，達倫連續42場比賽敲出安打，在當時寫下了大聯盟紀錄。中斷紀錄後，達倫馬上又達成連28場比賽敲安的成就。總計他71場比賽有70場敲出安打，最後他的紀錄在三年後被威利·基勒打破。
1899年，達倫加入超霸隊。球隊也在他加入了前兩年拿下了聯盟冠軍。1902年，他打回聯盟第四多的74分打點。1903年，他以9成48的守備率寫下國聯紀錄。1904年，超霸將達倫交易到巨人，換來傑克·克羅寧、Charlie Babb和6000美元。這年他打回80分打點，成為聯盟打點王。1905年，達倫的打擊率降到2成42，但球隊順利打進世界大賽。他在世界大賽5場比賽都沒有敲出安打，但他在守備上滴水不漏，並獲得3次保送與3次盜壘成功，最後球隊順利拿下冠軍。
1907年球季末，他被交易到鴿子。1909年，他超越傑克·貝克利保持的2386場出賽紀錄。1910年起，達倫成為球隊總教練，但他執教4年內，球隊的戰績從來沒有高於第六名。1911年，他僅出賽1場比賽就卸下了球員身分，結束職棒球員生涯。

## 生涯打擊成績
| 出賽次數 | 打席  | 打數 | 得分 | 安打 | 二安 | 三安 | 全壘打 | 打點 | 盜壘 | 保送 | 三振 | 打擊率 | 上壘率 | 長打率 | OPS  |
| -------- | ----- | ---- | ---- | ---- | ---- | ---- | ------ | ---- | ---- | ---- | ---- | ------ | ------ | ------ | ---- |
| 2444     | 10438 | 9036 | 1590 | 2461 | 413  | 163  | 84     | 1234 | 548  | 1064 | 759  | .272   | .358   | .382   | .740 |

## 晚年
達倫在退休後曾做了不少工作，其中包含在洋基主場擔任工作人員，以及在布魯克林郵局擔任夜班服務人員。1950年，高齡80歲的達倫在與病魔抗爭多年後去世。

## 名人堂票選討論
1936年和1938年，達倫在名人堂票選都僅獲得一票。甚至連資深選手委員會都不將他納入名人堂評選名單內。不過隨著進階數據的興起，許多人開始發現達倫的進階數據已經可以與多數名人堂選手相比擬。
2009年，達倫終於再度被提名到名人堂票選內，不過他只拿不到3票。2013年，他獲得10張選票，這是他距離名人堂最近的一次。他在2016年和2022年都有被提名，不過得票數卻逐漸下降。
美國棒球研究學會的19世紀委員會曾在非名人堂成員名單中進行評選，並將達倫列為最受忽視的19世紀棒球傳奇人物。

## 外部連結
- 球員資訊和成績在MLB ，ESPN ，Retrosheet ，Baseball Reference ，Fangraphs ，The Baseball Cube （英文）
- 比爾·達倫在台灣棒球維基館上的頁面（繁體中文）